# خانه دخانچی
خانه دخانچی مربوط به دوره قاجار است و در شیراز، پشت بازار وکیل، کوچه توتونچیان واقع شده و این اثر در تاریخ ۱۶ آذر ۱۳۷۶ با شمارهٔ ثبت ۱۹۴۷ به‌عنوان یکی از آثار ملی ایران به ثبت رسیده است.